# Marutea do Norte
Marutea do Norte é uma das ilhas do arquipélago de Tuamotu-Gambier, pertencente ao Taiti.